# スルガ自動車学校

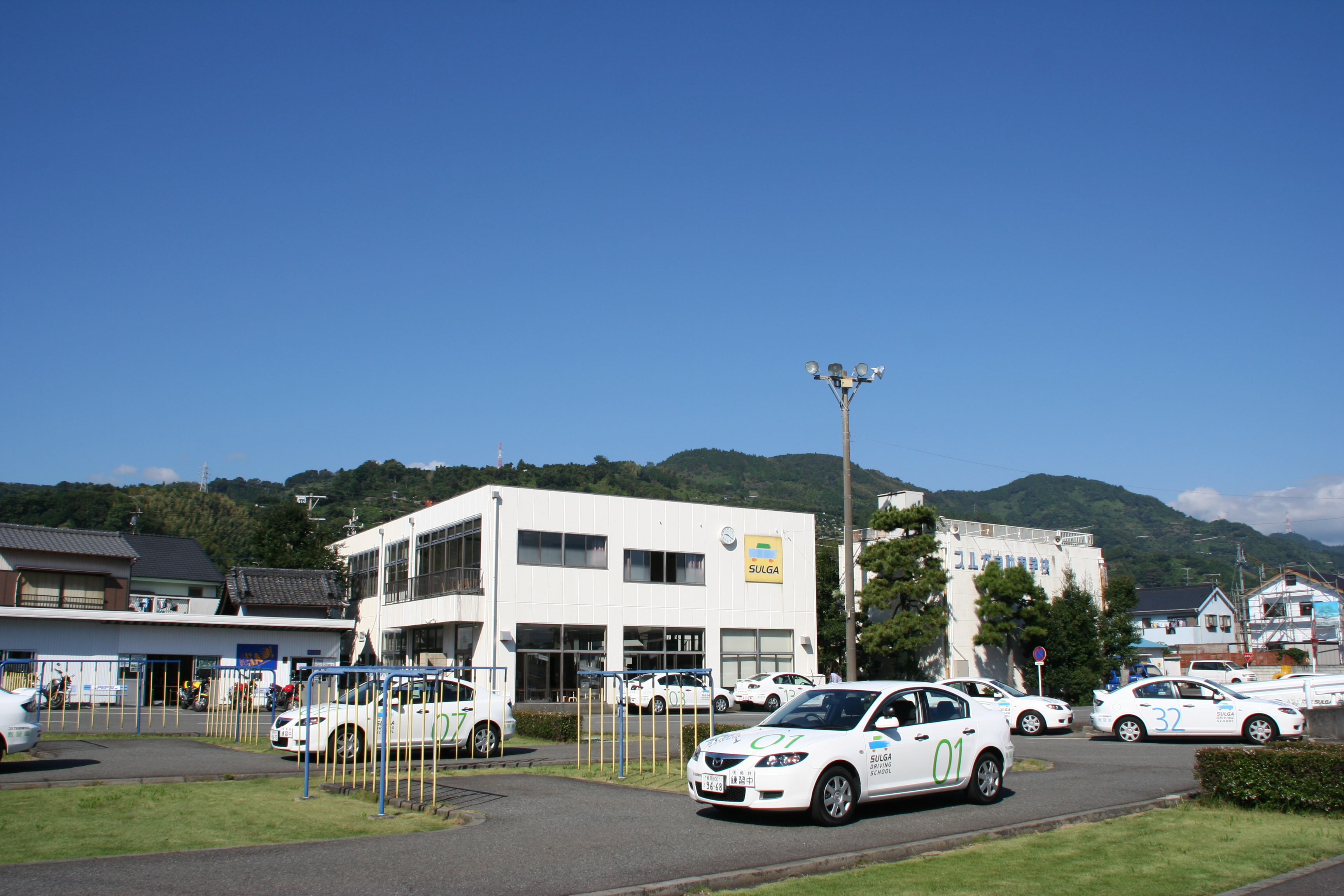
スルガ自動車学校

スルガ自動車学校（スルガじどうしゃがっこう）は、静岡県静岡市清水区興津中町にある株式会社柿澤学園が運営する静岡県公安委員会指定自動車教習所である。

## 取得できる免許
第一種運転免許
- 普通自動車（MT・AT）
- 大型特殊自動車
- 普通自動二輪車（MT・AT）
- 大型自動二輪車（MT）

## 所在地
- 〒424-0204 静岡県静岡市清水区興津中町522-1

## アクセス
- JR東海道線興津駅から徒歩約10分。
- しずてつジャストライン250・257三保山の手線「県営興津団地前」停留所から徒歩約10分。

## その他
- 託児所完備（要予約）
- 合宿制度有り
- スルガマリンサービス（学校内にある小型船舶教習所）

## 柿澤学園
株式会社柿澤学園は 1889年（明治22年）に木材業として創業し、1912年に製材業を開業。1981年には製材事業を停止し、自動車教習所事業を始める。
その後は保険代理店、小型船舶教習所、学習塾、都道府県労働局長登録教習機関の各種事業を手掛け、現在に至っている。

## 事業所
- スルガ自動車学校
- スルガ安全教育センター
- スルガマリンサービス
- 静岡県フォークリフト講習センター
- スルガ塾
- チャオステーション
- スルガ損害保険